# Chupito bomba

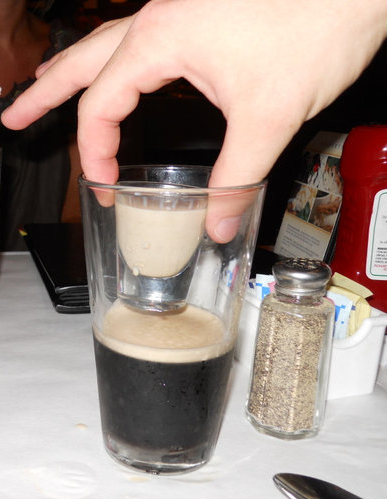
Un Irish Car Bomb.

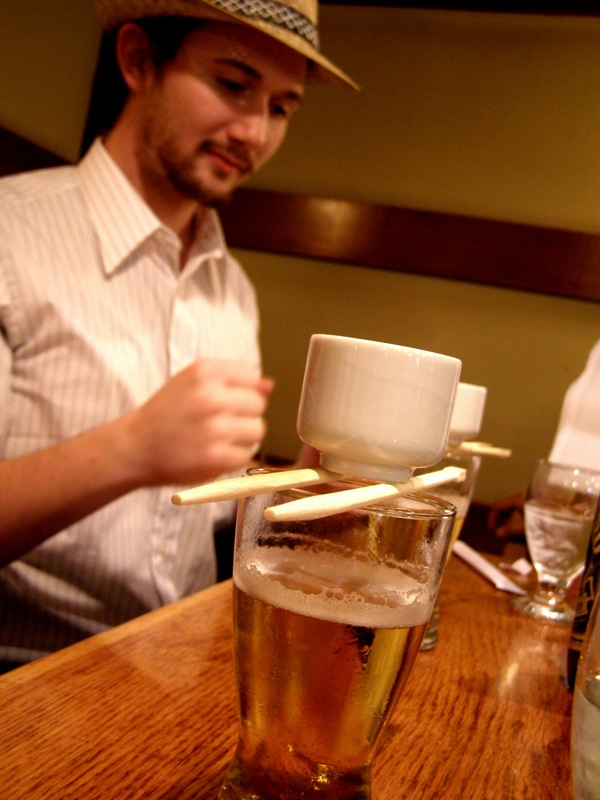
Dos Sake Bombs a punto de caer en la cerveza

Un chupito bomba o submarino, conocido en inglés como bomb shot, es un cóctel que consiste en dos bebidas distintas en dos vasos con tamaños diferentes (por ejemplo, vaso de rocas + vaso de chupito), y dejando caer el vaso pequeño dentro del vaso grande. 
El nombre proviene del «efecto explosivo» de lanzar el chupito al otro líquido (por lo que se debe tener precaución, ya que suele salpicar bastante). El cóctel más famoso de entre todos los bomba es el Jägerbomb. También son populares el Sake Bomb o el Vegas Bomb.

## Preparación
La bebida en el vaso pequeño (el que propiamente es el «chupito bomba») es la bebida alcohólica, mientras que la que se encuentra en el vaso mayor es el mixer (no-alcohólica). Si las dos bebidas son alcohólicas, entonces la que se vierte en el vaso pequeño es la de mayor graduación. 
Generalmente al cliente se le sirven los vasos por separado, para que sea él mismo quien provoque el «efecto bomba». Para  ello, se recomienda no llenar el vaso grande. Es correcto llenarlo hasta la mitad, aunque se recomienda que sea incluso menos; se vierte lo justo para que el fondo de los vasos no choquen y se rompan. En este caso, el resto de Red Bull (u otra) se le serviría al cliente en la misma lata.
En inglés se lo conoce también como depth charge, porque veces, se usan vasos tan grandes o tan largos, que cuando se lanza el vaso caballito, éste hace un recorrido lento hasta el fondo mientras se sumerge, pareciéndose al arma antisubmarina que se deja caer sobre un objetivo. 

### En tren o dominó
Una forma alternativa de servir múltiples chupitos bomba es juntando y alineando los vasos grandes sobre la barra del bar y los caballitos o chupitos encima, entre las aperturas o bocas de los vasos grandes. Los vasos inferiores se pueden separar ligeramente para que los vasos superiores se asienten bien. Una vez dispuesto el «tren» o «muralla», se empuja vaso de chupito del extremo para iniciar la reacción en cadena. Los vasos chocan con el siguiente al caer. Se ha convertido en una forma popular en bares de todo el mundo de servir rondas de chupitos bomba, y se ha convertido en un reto: en 2013, el Flying Hirsch Club Brunnen (Alemania) logró un tren de 400 Jagerbombs. Retos similares se dan en muchos bares del mundo.

## Chupitos bomba
Ejemplos de chupitos bomba populares incluyen:
- Boilermaker, un shot de whisky arrojado a en cerveza.
- Flaming Doctor Pepper, un shot de Amaretto y Bacardi 151 que se flambea y se deja caer en cerveza.
- Jägerbomb, un shot de Jägermeister que se deja caer en un vaso con bebida energética tipo Red Bull.
- F-Bomb, un shot de Fireball Cinnamon Whisky que se deja caer en Red Bull.[2]
- Irish Car Bomb, un chupito de partes iguales de crema irlandesa y whisky irlandés vertido en 1/2 pinta de cerveza tipo stout (como Guinness).
- Sake bomb, un shot de sake dejado caer en cerveza.  Skittle Bomb, un shot de Cointreau dejado caer en bebida energizante.
- Poktanju (폭탄주), un shot de soju dejado caer en cerveza.